# NGC 708
NGC 708 (другие обозначения — UGC 1348, MCG 6-5-31, ZWG 522.39, PGC 6962) — эллиптическая галактика (E) в созвездии Андромеда.
Этот объект входит в число перечисленных в оригинальной редакции «Нового общего каталога».
В NGC 708 холодный газ, пыль, тёплый ионизированный водород и горячий газ пространственно связаны друг с другом. 
В галактике была обнаружена пара рентгеновских «пустот» на расстоянии приблизительно 5 килопарсек от «центрального» источника рентгеновских лучей.
Галактика NGC 708 входит в состав группы галактик NGC 669. Помимо NGC 708 в группу также входят ещё 34 галактик.